# Кайсер, Асад
Асад Кайсер (англ. Asad Qaiser; род. 15 ноября 1969, Сваби, Хайбер-Пахтунхва) — государственный и политический деятель Пакистана. В 2014 году исполнял обязанности губернатора провинции Хайбер-Пахтунхва.

## Биография
Родился в округе Сваби провинции Хайбер-Пахтунхва. После окончания средней школы продолжил обучение в Пешаварском университете, является дипломированным педагогом. Стал основателем школы в городе Зайда, округ Сваби. Постепенно на базе школы был основан институт, руководителем которого остался Асад Кайсер. В 1996 году присоединился к партии Техрик-е-Инсаф.
В мае 2013 года был избран депутатом в Провинциальную ассамблею Хайбер-Пахтунхвы от округа Сваби. В этом же году был назначен спикером Провинциальной ассамблеи и президентом регионального отделения партии Техрик-е-Инсаф. С 8 по 15 апреля 2014 года исполнял обязанности губернатора провинции Хайбер-Пахтунхва после отставки Шаукатуллы Хана. В мае 2017 года в средствах массовой информации появились сообщения о том, что Асад Кайсер причастен к коррупционной деятельности. Сам политик эти обвинения опроверг, а главный министр провинции Первез Хаттак заявил о своей поддержке спикера Провинциальной ассамблеи.

## Награды
- Почётная медаль Милли Меджлиса Азербайджана (2021 год) — за вклад в дело развития межпарламентских отношений и расширения межгосударственных связей[7].